# Maurice Samuel
Maurice Samuel (8 de fevereiro de 1895 – 4 de maio de 1972) foi um novelista e tradutor anglo-americano nascido na Romênia.

## Biografia
Nascido em Măcin, distrito de Tulcea, Romênia, filho de Isaac Samuel e Fanny Acker, Samuel se mudou para Paris com sua família quando tinha cinco anos de idade e, cerca de um ano depois, para a Inglaterra onde estudou na Victoria University. Seus pais falavam o iídiche em casa e ele desenvolveu fortes vínculos com o povo judeu e a língua iídiche na sua juventude. Isso foi, mais tarde, a motivação para muitos dos livros que escreveu quando adulto. Em 1917, emigrou para os Estados Unidos e se estabeleceu em Nova York.
Escritor e intelectual judeu, ficou conhecido pela sua obra You Gentiles ("Vocês gentis"), publicada em 1924. A maior parte da sua obra discorre sobre o judaísmo e o seu papel na sociedade e história modernas, mas escreveu também ficção mais convencional como The Web of Lucifer ("A teia de Lúcifer"), que se passa durante o governo da família Bórgia, na Itália renascentista, bem como ficção científica de fantasia como o romance The Devil that Failed ("O diabo que falhou"). Escreveu também a obra de não-ficção King Mob sob o pseudônimo de "Frank K. Notch". Samuel e sua obra receberam muitos elogios na comunidade judaica ainda em vida, tendo recebido o prêmio Anisfield-Wolf de 1944 pela sua obra de não-ficção The World of Sholom Aleichem ("O mundo de Sholom Aleichem"). Recebeu, postumamente, em 1972, o prêmio Itzik Manger de literatura iídiche.
Morreu em 1972 na cidade de Nova York.

## Obra

### Ficção
- The Outsider (1921)
- Whatever Gods (1923)
- Beyond Woman (1934)
- Web of Lucifer (1947)
- The Devil that Failed (1952)
- The Second Crucifixion (1960)

### Não-ficção
- You Gentiles (1924)
- I, the Jew (1927)
- What Happened in Palestine: The Events of August, 1929: Their Background and Significance
- King Mob: A Study of the Present-Day Mind (1931)
- On the Rim of the Wilderness: The Conflict in Palestine (1931)
- Jews on Approval (1932)
- The Great Hatred (1940)
- The World of Sholom Aleichem (1943)
- Harvest in the Desert (1944)
- Haggadah of Passover (1947) (translation)
- Prince of the Ghetto (1948)
- The Gentleman and the Jew (1950)
- Level Sunlight (1953)
- The Professor And The Fossil (1956)
- Certain People of the Book (1955)
- Little Did I Know: Recollections and Reflections (1963)
- Blood Accusation: the Strange History of the Beiliss Case (1966)
- Light on Israel (1968)
- In Praise of Yiddish (1971)
- In the Beginning, Love: Dialogues on the Bible (collaboration) (1975)